# Kam Jones
Kameron Deshun "Kam" Jones (Colorado Springs, Colorado, 25 de febrero de 2002) es un baloncestista estadounidense que pertenece a la plantilla de los Indiana Pacers de la NBA. Con 1,96 metros de estatura, juega en la posición de base o escolta.

## Trayectoria deportiva

### Universidad
Jugó cuatro temporadas con los Golden Eagles de la Universidad Marquette, en las que promedió 14,9 puntos, 3,1 rebotes, 2,9 asistencias y 1,2 robos de balón por partido. En su primera temporada fue incluido en el mejor quinteto freshman de la Big East Conference, tras promediar 7,4 puntos por partido. Ya en su última temporada promedió 19,2 puntos, 5,9 asistencias y 4,5 rebotes por partido y incluido en el mejor quinteto de la conferencia y en el segundo equipo consensuado All-American.

#### Estadísticas
| Año     | Equipo    | PJ  | PT  | MPP  | %TC  | %3P  | %TL  | RPP | APP | ROB | TPP | PPP  |
| ------- | --------- | --- | --- | ---- | ---- | ---- | ---- | --- | --- | --- | --- | ---- |
| 2021–22 | Marquette | 31  | 7   | 18.5 | .415 | .392 | .611 | 1.4 | 1.2 | .7  | .1  | 7.4  |
| 2022–23 | Marquette | 36  | 36  | 29.8 | .462 | .360 | .656 | 3.6 | 2.0 | 1.4 | .1  | 15.1 |
| 2023–24 | Marquette | 36  | 36  | 29.1 | .501 | .406 | .724 | 2.9 | 2.4 | 1.1 | .1  | 17.2 |
| 2024–25 | Marquette | 34  | 34  | 33.8 | .483 | .311 | .648 | 4.5 | 5.9 | 1.4 | .3  | 19.2 |
| Total   | Total     | 137 | 113 | 28.1 | .475 | .366 | .671 | 3.1 | 2.9 | 1.2 | .1  | 14.9 |

### Profesional
Fue elegido en la trigesimoctava posición del Draft de la NBA de 2025 por los San Antonio Spurs, quienes posteriormente lo traspasarían a los Indiana Pacers.